# Alchemilla heteroschista
Alchemilla heteroschista är en rosväxtart som beskrevs av Sergei Vasilievich Juzepczuk. Alchemilla heteroschista ingår i släktet daggkåpor, och familjen rosväxter. Inga underarter finns listade i Catalogue of Life.